# Nokia Asha 309
Il Nokia Asha 309 è un feature phone prodotto da Nokia.
È stato annunciato il 25 settembre 2012 insieme al Nokia Asha 308.